# Krąg kultur pól popielnicowych

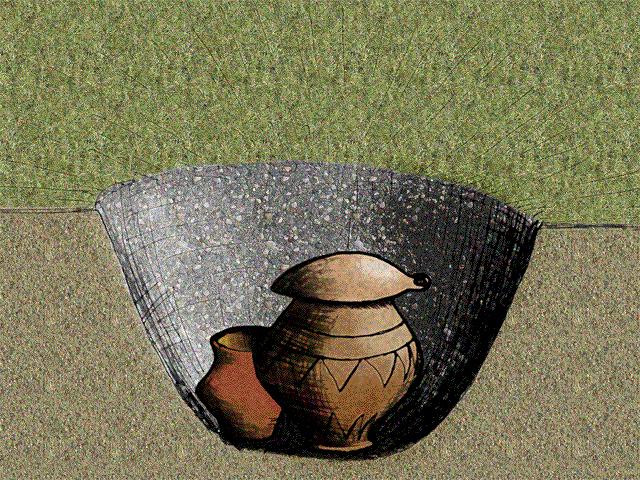
Rekonstrukcja pochówku popielnicowego

Krąg kultur pól popielnicowych – krąg kultur archeologicznych młodszej i późnej epoki brązu, a także wczesnej epoki żelaza w Europie. Jego nazwa pochodzi od urn (popielnic), w których składano zwłoki po ciałopaleniu.

## Geneza

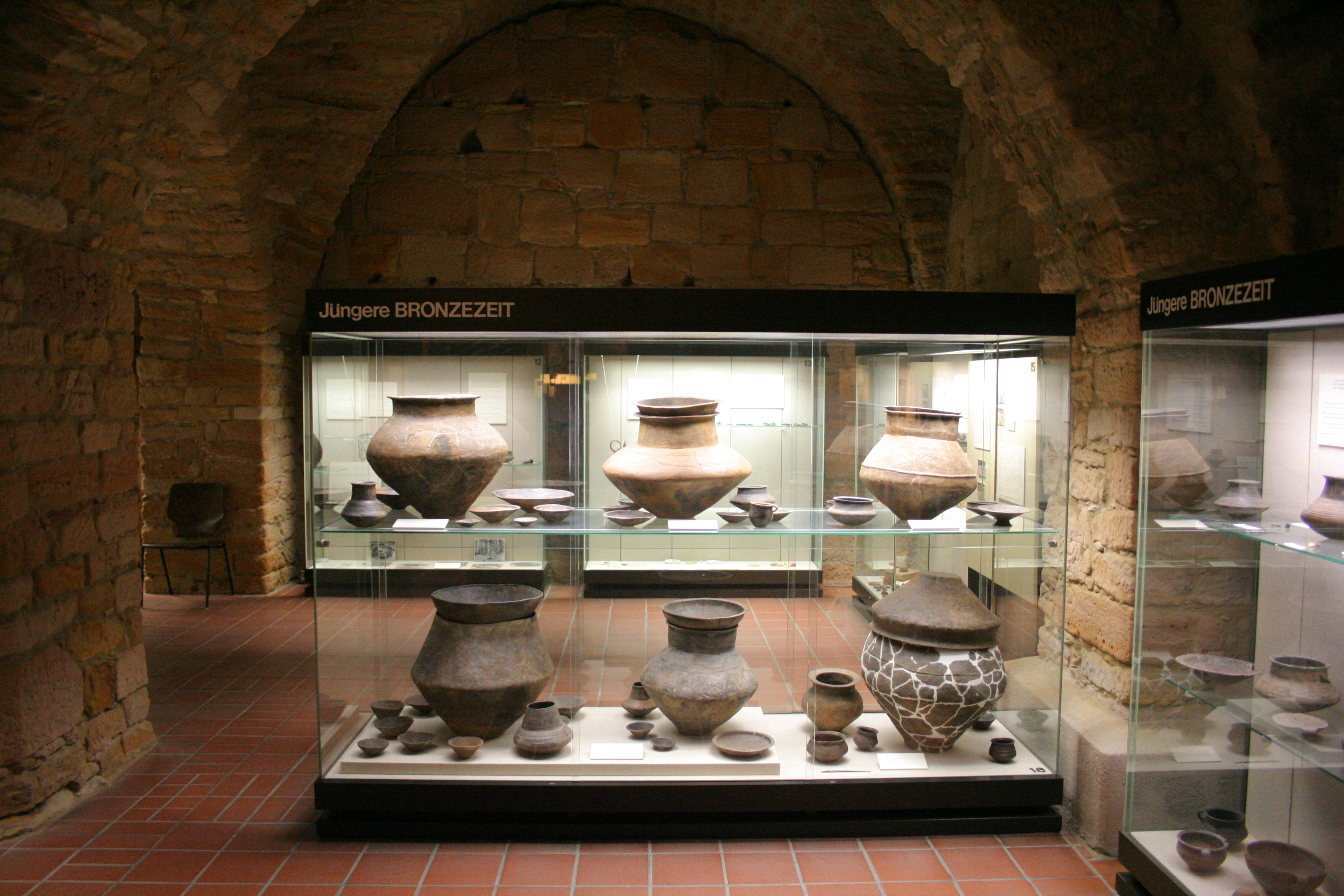
Popielnice

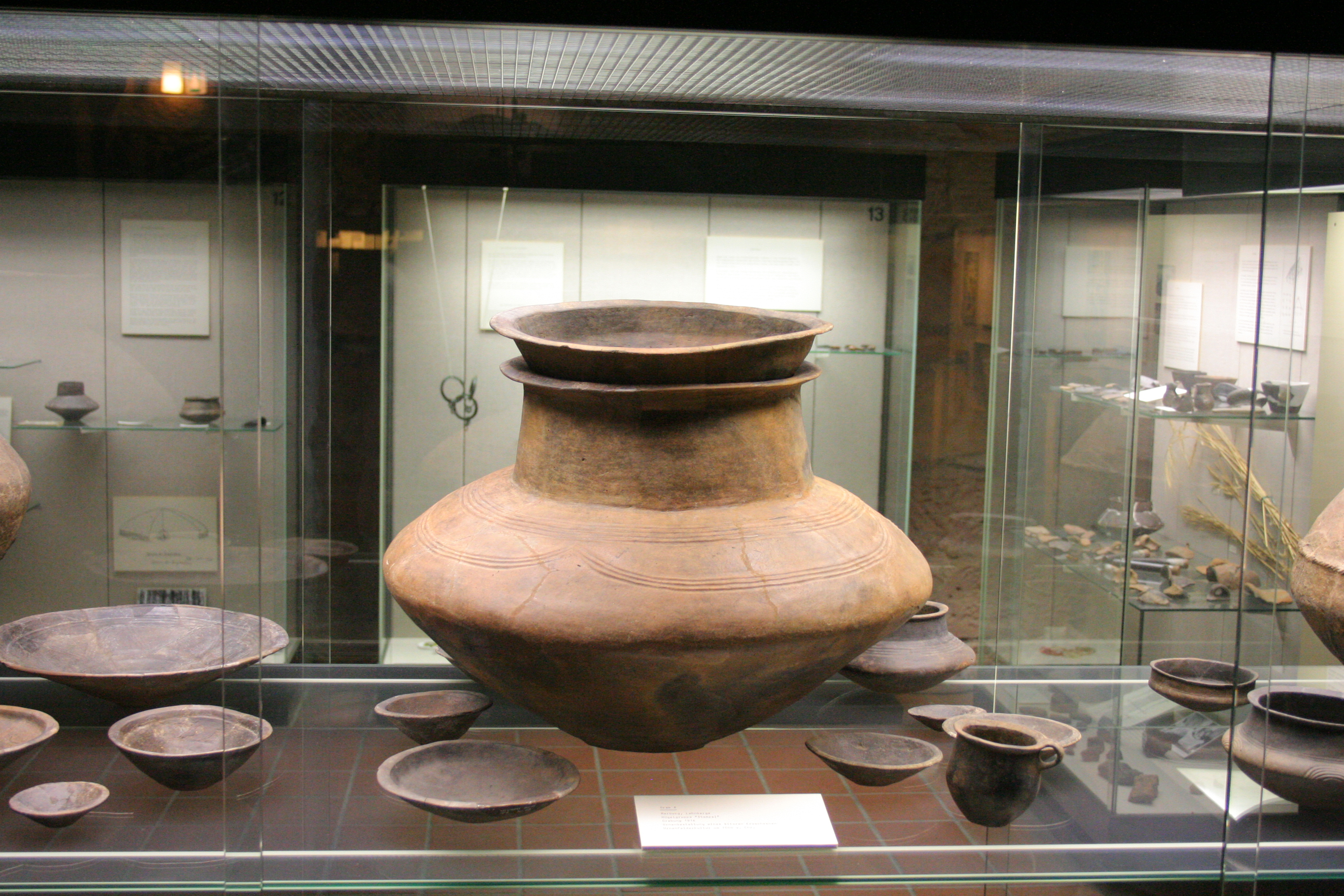
Naczynia z kultur popielnicowych

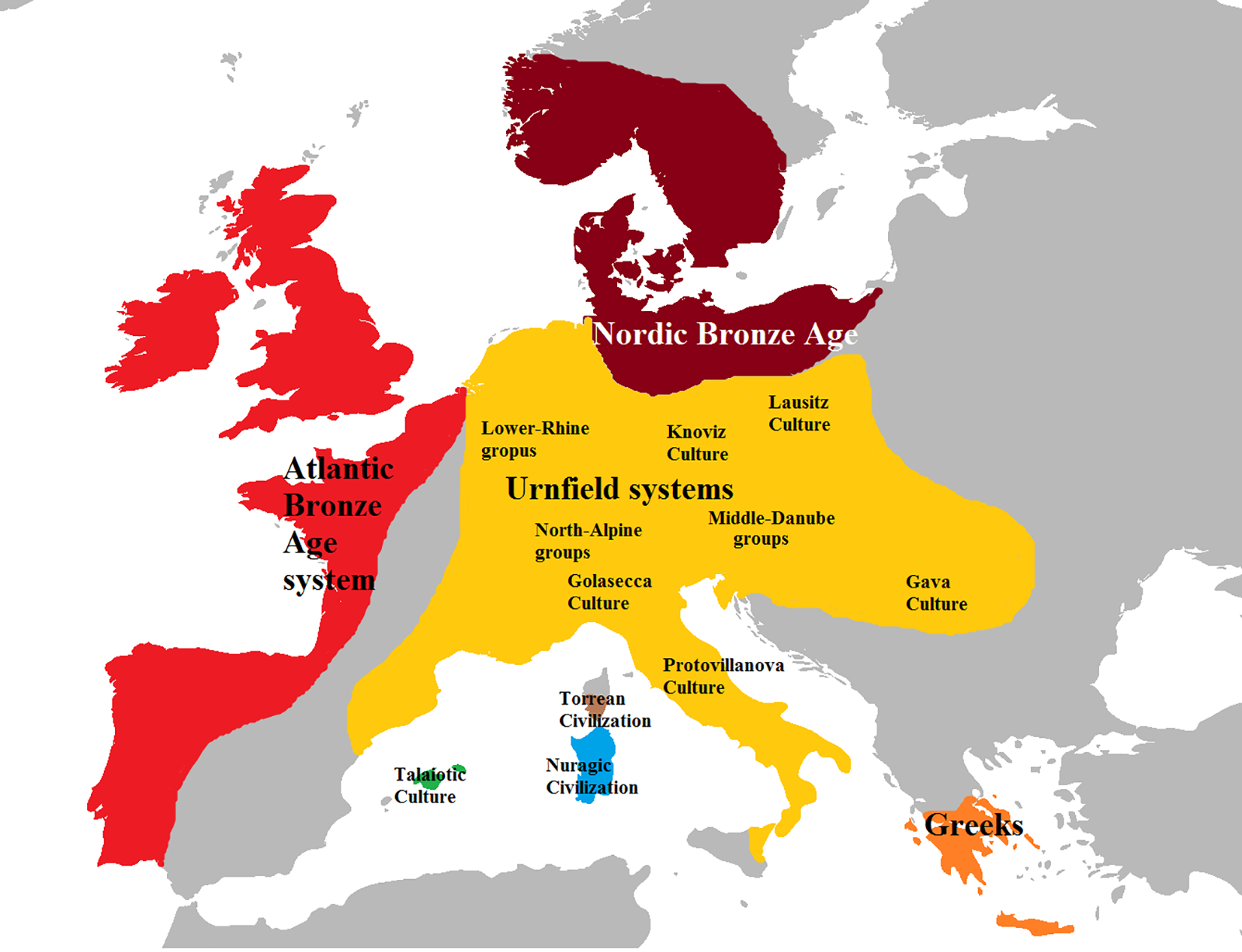
Europa około roku 1100 p.n.e.

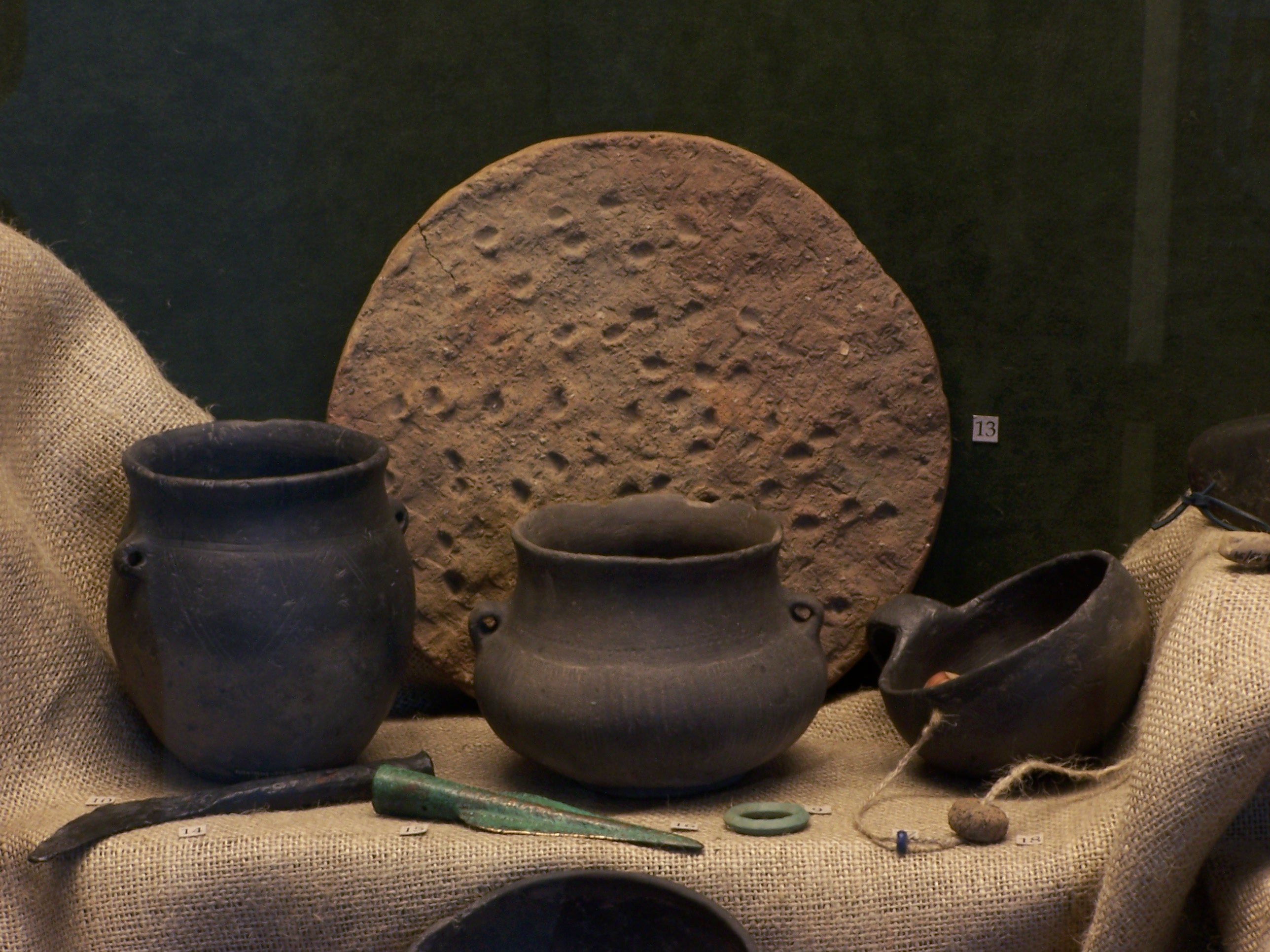
Inwentarz kultury łużyckiej

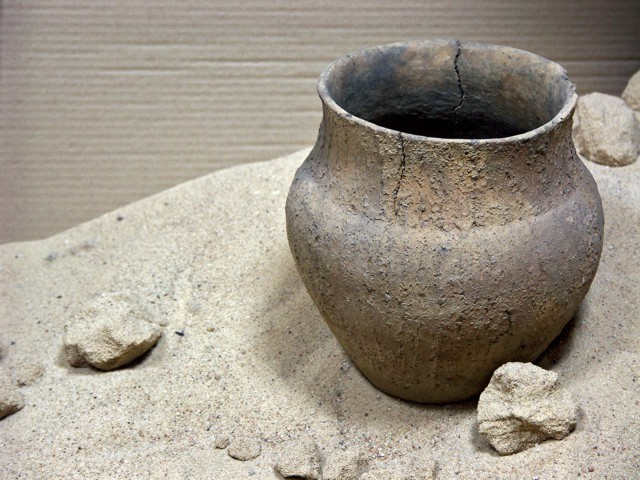
Popielnica kultury łużyckiej

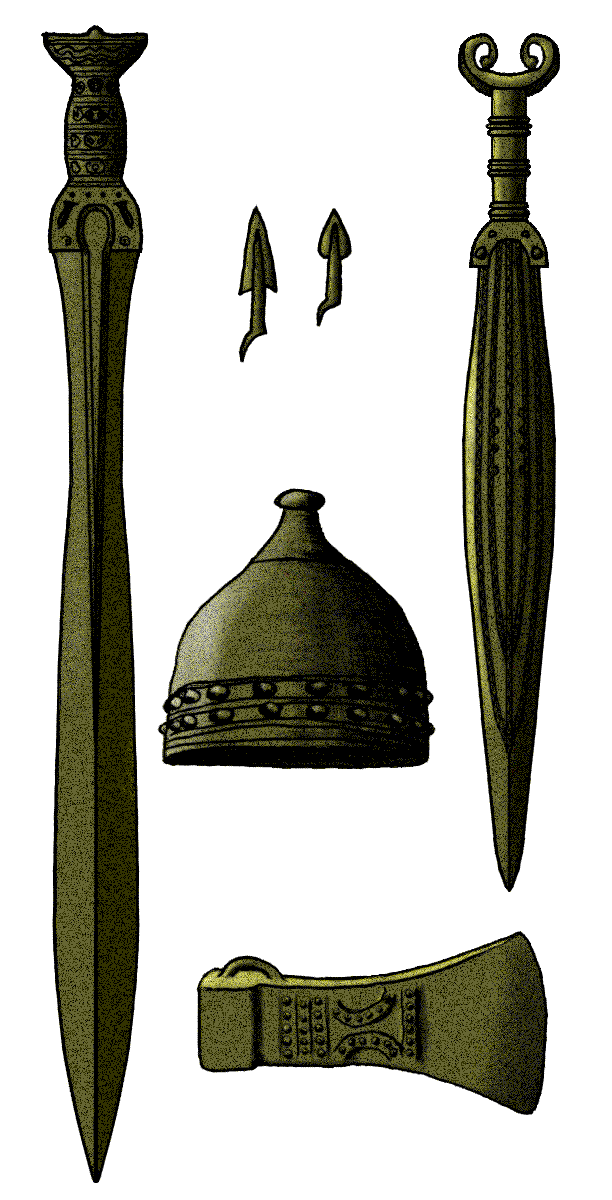
Inwentarz kultur popielnicowych

Pierwszą powstałą grupą kręgu kultur pól popielnicowych jest kultura pilińska. Uformowała się ona na obszarze północno-wschodnich Węgier i południowo-wschodniej i środkowej Słowacji, w okresie brązu B2 (1500–1350 lat p.n.e.), według podziału chronologicznego, dokonanego przez Paula Reineckego. Zdaniem słowackiego badacza, Vaclava Furmanka, jej początków należy jednak szukać już w okresie brązu B1 (1700–1500 lat p.n.e.). Kultury pól popielnicowych rozprzestrzeniały się następnie w stronę zachodnią i północno-zachodnią. Ich rozwój miał charakter ewolucyjny, chociaż są od tego wyjątki, takie jak na przykład podgrupa głubczycka grupy śląskiej kultury łużyckiej.
Zachodzące przemiany objęły cały szereg dziedzin życia ówczesnych społeczności. Wiązały się one z powrotem do stabilizacji osadnictwa po okresie panowania tradycji mogiłowych, a także ze zmianą form pochówków. Jest to okres ogromnej unifikacji kulturowej w środkowej i zachodniej Europie. Unifikacja ta związana jest prawdopodobnie z rozprzestrzenieniem się jakiegoś bliżej nieznanego nurtu ideowo-społecznego o charakterze religii zorganizowanej wokół kultu solarnego, pioruna i ognia.

## Chronologia i obszar występowania
Krąg kultur pól popielnicowych ma swój początek w rozwoju kultury pilińskiej, jeszcze w starszej epoce brązu. Proces jej powstawania nie przebiegał jednak na wszystkich obszarach równolegle. Zapoczątkowany został w II okresie epoki brązu (1700–1300 lat p.n.e.), a trwał jeszcze przez III (1300–1100 lat p.n.e.), a gdzieniegdzie również przez IV okres epoki brązu (1100–900 lat p.n.e.). Zróżnicowanie widać również w górnej ramie chronologicznej kultur kręgu pól popielnicowych. Na obszarach wschodniej Francji, Niemiec, Austrii, Węgier i Słowacji kultury popielnicowe zostały zastąpione w latach 800–700 p.n.e. przez następującą po nich kulturę halsztacką. Najdłużej, bo aż do około 400 lat p.n.e., istniała kultura łużycka, która jednak w okresie halsztackim C i D (800–650 lat p.n.e.) również uległa znacznym wpływom kultury halsztackiej.
Wśród kręgu kultur pól popielnicowych wyróżnia się wiele jednostek taksonomicznych zajmujących łącznie ogromne połacie Europy. Na zachodzie sięgają one Katalonii i południowej Francji oraz dorzecza środkowego Renu i południowej Anglii, na południu Austrii i Węgier, na wschodzie łuku Karpat i zachodniej Ukrainy oraz Białorusi, zaś na północy obszaru północnych Niemiec, gdzie rozwijała się kultura nordyjska. Wśród grup i kultur omawianego kręgu występują takie jednostki jak:
- kultura pilińska – północno-wschodnie Węgry i południowo-wschodnia oraz środkowa Słowacja;
- kultura łużycka – Polska z wyjątkiem Mazur oraz przyległe obszary Słowacji, Moraw, Czech, Brandenburgii, Ukrainy i Białorusi;
- francusko-katalońska kultura pól popielnicowych – Katalonia i południowo-wschodnia Francja;
- kultura Deverel-Rimbury – południowa Anglia;
- południowoniemiecka kultura pól popielnicowych – górne dorzecze Dunaju i Renu;
- północnotyrolska kultura pól popielnicowych (kultura Hötting) – doliny rzek północnego Tyrolu;
- środkowodunajska kultura pól popielnicowych – południowe Morawy, Dolna Austria, południowo-zachodnia Słowacja, zachodnie Węgry oraz tereny w dorzeczach Drawy i Sawy;
- dolnoreńska kultura pól popielnicowych – dorzecze dolnego Renu;
- a także kultury, które jedynie częściowo reprezentują model charakterystyczny dla innych grup omawianego kręgu:
  - kultura knowiska – obszar Kotliny Czeskiej;
  - kultura milawecka – południowe i południowo-zachodnie Czechy;
  - kultura unstrucka (kultura Waltersleben) – Turyngia;
  - grupa Helmsdorf – wschodnie i północne przedpole gór Harz.

## Gospodarka
W jednostkach taksonomicznych kręgu kultur pól popielnicowych dominującą rolę odgrywała uprawa ziemi, przy dużym jednak znaczeniu stacjonarnej hodowli. Formy gospodarki były elastyczne. Znano orkę sprzężajną, częste były tak zwane uprawy ogrodowe. W środkowej Europie zaczęto kolonizować i wykorzystywać gospodarczo tereny dotąd niewykorzystywane przez człowieka, co przyczyniło się do szybkiego rozwoju osadnictwa. Rozwinęła się także metalurgia oraz wydobycie miedzi, co z kolei wpłynęło na rozwój handlu oraz kontaktów pomiędzy różnymi ludami.

## Osadnictwo
W całym kręgu kultur pól popielnicowych nastąpiła znaczna stabilizacja osadnictwa. Prowadzono zatem osiadły tryb życia. Zdecydowanie dominowały przy tym osady otwarte, chociaż w przypadku obszarów wyżynnych oraz górskich odkryto osady ufortyfikowane. Specyficzną formą osadniczą są osady palafitowe, czyli składające się ze wznoszonych na palach domów, na powierzchniach zbiorników wodnych, znane między innymi ze stanowisk położonych w miejscowościach Bad Buchau i Neuchâtel. Wystąpiło w tym czasie także duże zagęszczenie osadnictwa i kolonizacja nie zajętych do tej pory obszarów. Budownictwo było dość zróżnicowane, w zależności od obszaru występowania.

## Obrządek pogrzebowy
Dla omawianego kręgu eponimem są groby ciałopalne, popielnicowe. Ich występowanie w Europie zostało znacznie ograniczone przez rozwój kręgu kultur mogiłowych i zaczęło ponownie rozpowszechniać się wraz z rozwojem kultur popielnicowych. Dla wszystkich kultur omawianego kręgu charakterystyczne są płaskie cmentarzyska ciałopalne, zazwyczaj z popielnicowymi pochówkami. Rzadziej występują w pochówkach obstawy kamienne czy drewniane. W grobach tych dominuje inwentarz ceramiczny. Nie wiadomo dlaczego tak szybko przyjęta została na całym obszarze środkowej Europy ta nowa forma pochówku. Zazwyczaj bowiem w tej dziedzinie zmiany przyjmowane są bardzo powoli i nieufnie.

## Inwentarz
Inwentarz kultur popielnicowych był zróżnicowany. Prawie wszędzie zarysowuje się jednak mniejsza rola wyrobów metalowych w inwentarzu pochówków. Wiąże się to najprawdopodobniej z tym, że wyroby metalowe stały się o wiele bardziej powszechne, a przez to mniej atrakcyjne dla ludności tego kręgu. Powszechnie szczątkom zmarłych towarzyszą za to różnej formy wyroby ceramiczne.